# Cârța (Sibiu)
Cârța oder Cîrța [ˈkɨrtsa] (deutsch Kerz, siebenbürgisch-sächsisch Kierz, ungarisch Kerc) ist eine Gemeinde im Kreis Sibiu in der Region Siebenbürgen in Rumänien.

## Geographische Lage
Der Ort Cârța befindet sich am Fluss Olt (Alt), an der Bahnstrecke Avrig–Făgăraș und etwa zweieinhalb Kilometer von der Europastraße 68 entfernt. Die nächstgelegene Kleinstadt Avrig (Freck) befindet sich ca. 20 Kilometer südwestlich; die Kreishauptstadt Sibiu (Hermannstadt) 42 Kilometer westlich von Cârța entfernt.

## Geschichte
Den Namen verdankt der Ort dem Kloster Kerz, einem Zisterzienserkloster, das 1202 gegründet und 1474 unter Matthias Corvinus aufgelöst wurde.

## Sehenswürdigkeiten
- Die Ruine des Klosters Kerz. Die Abtei ist ein Tochterkloster von Kloster Igriș (Egresch) im Banat.
- Die Stauseen am Olt in der Nähe von Cârța.

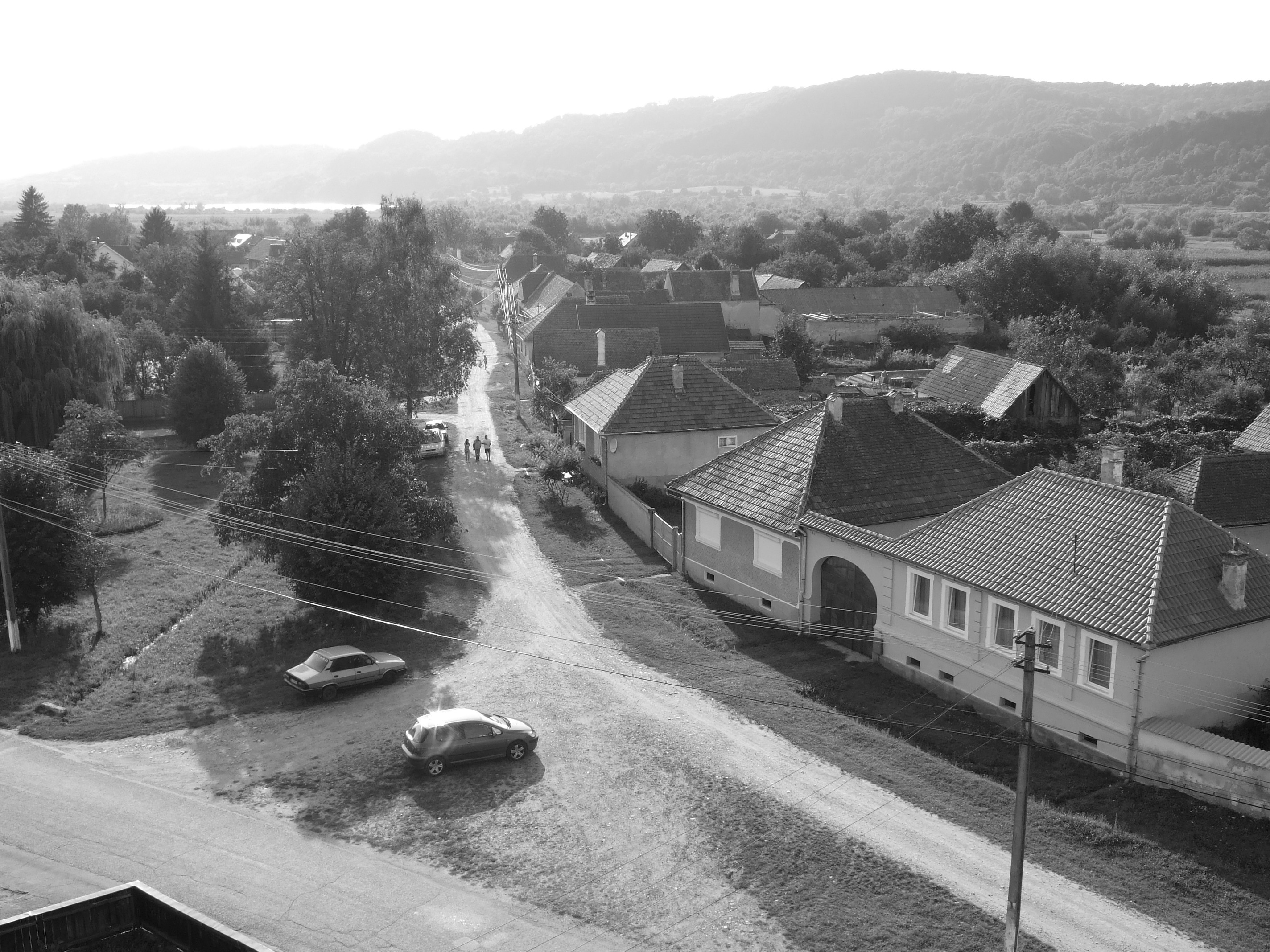
Blick auf Cârța
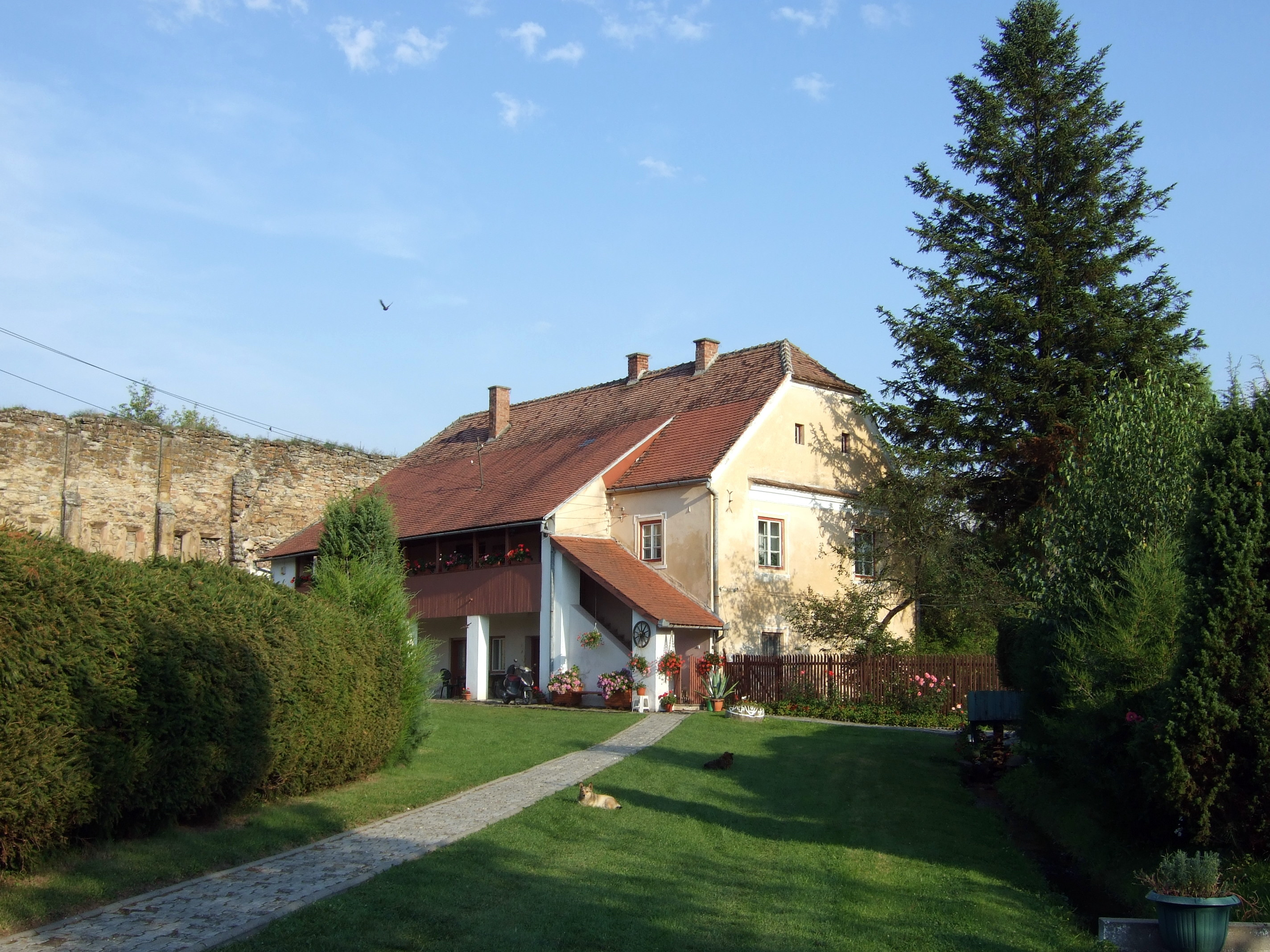
Das Pfarrhaus
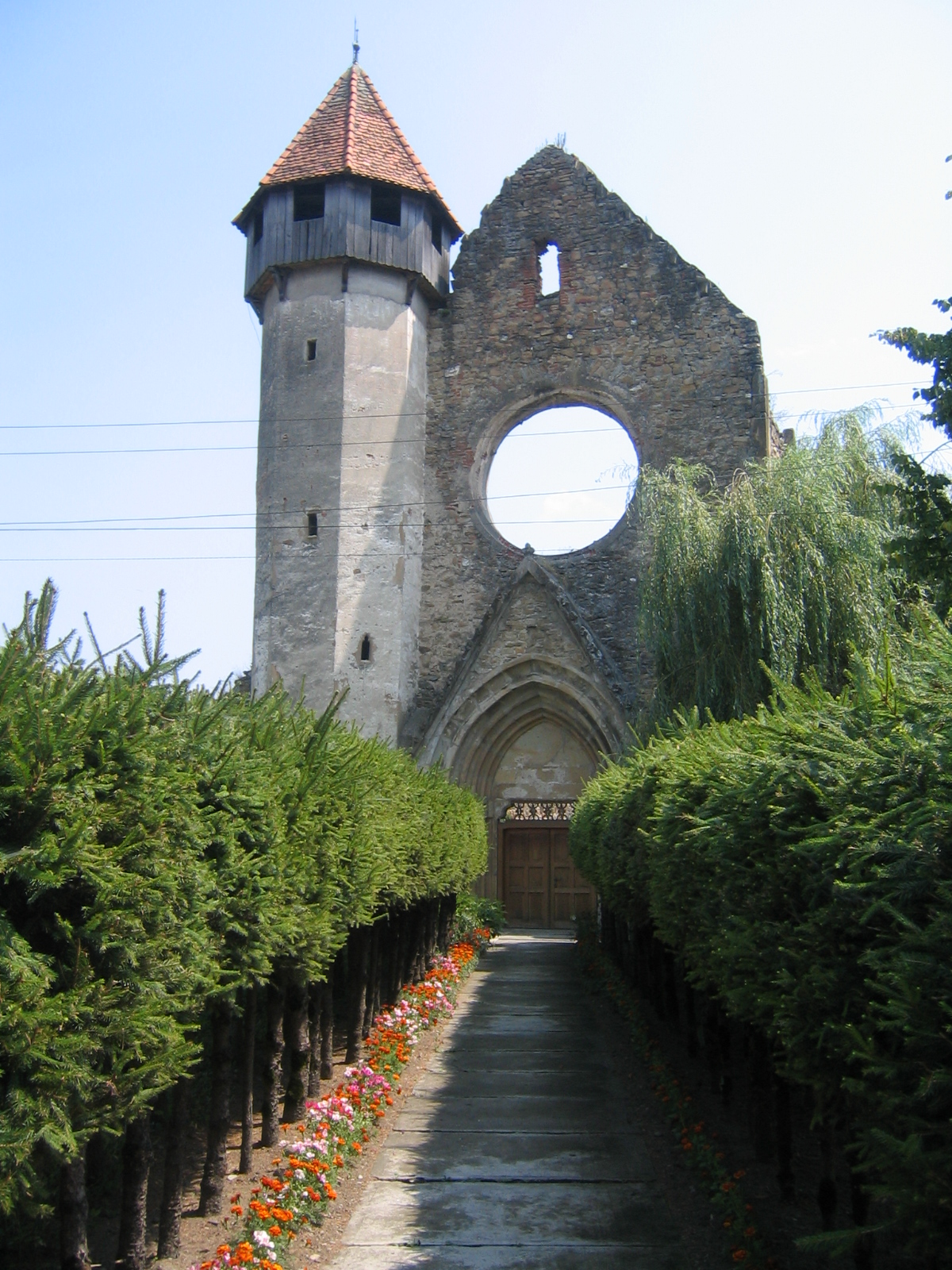
Klosterkirche Kerz
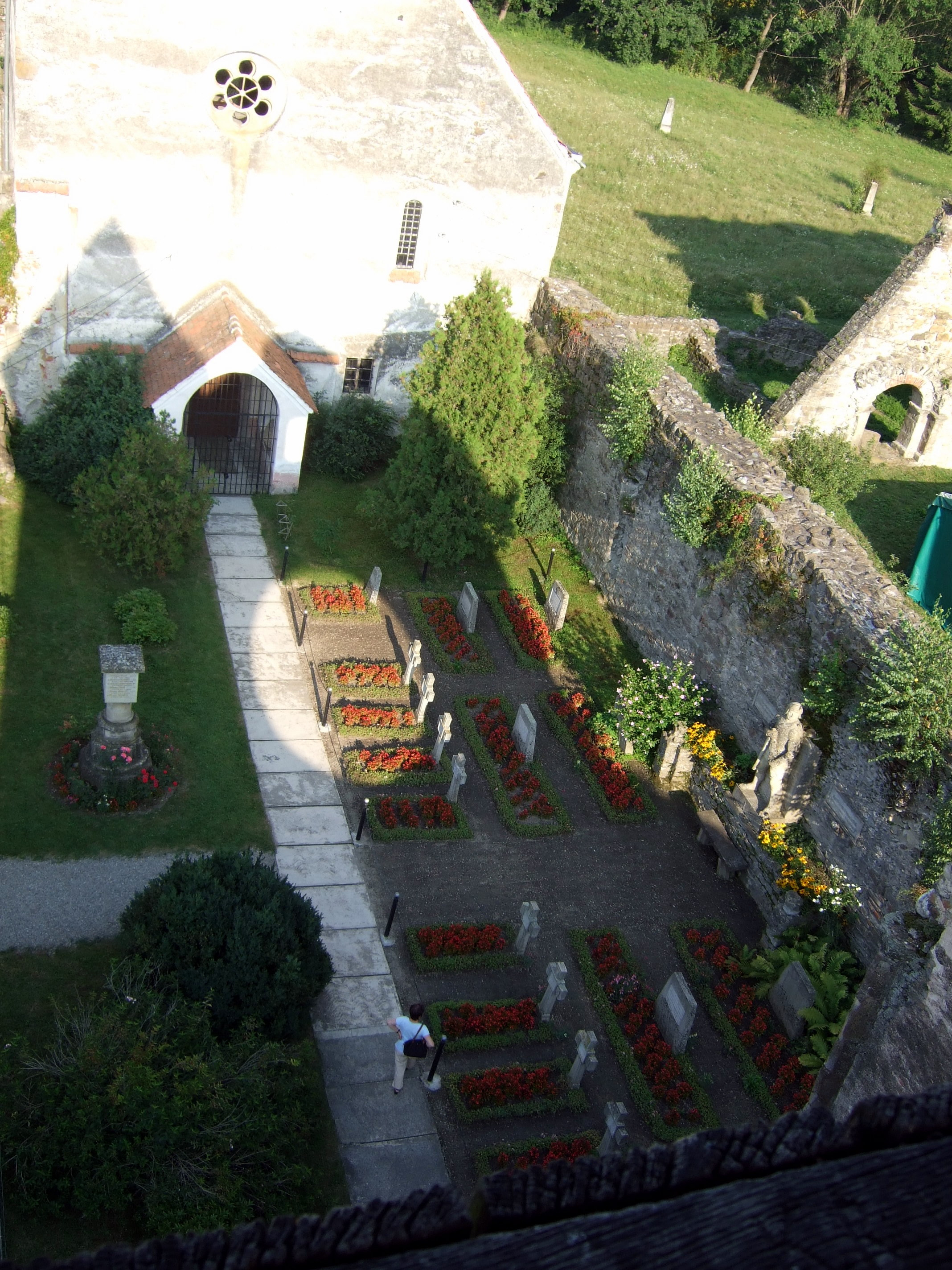
Grabstätten bei der Klosterkirche

## Persönlichkeiten
- Viktor Kästner (1826–1857), siebenbürgisch-sächsischer Mundartdichter.
- Friedrich Wilhelm Schuster (* 1950), Journalist, siebenbürgisch-sächsischer Mundartdichter[3]